# Stuart Poulter
Stuart Poulter, född 20 januari 1889, död 30 september 1956, var en australisk friidrottare. Han deltog vid olympiska sommarspelen 1912.